# Denison (куртка)

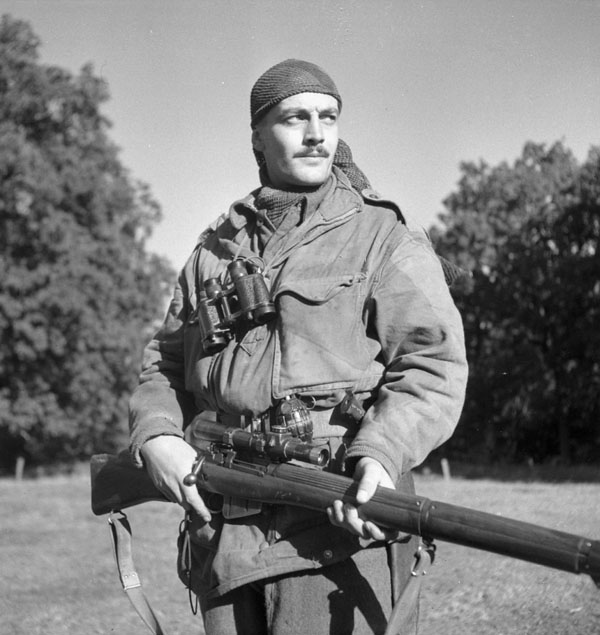
Канадський сержант-снайпер Гарольд Маршалл у куртці Denison.

Куртка Denison (англ. Denison smock) — британська військова камуфляжна куртка-халат, яку з 1942 року почали видавати британським парашутистам, що брали активну участь в операціях Другої світової війни. Згодом куртки Denison стали видаватись також британським спецпризначенцями, зокрема бійцями Управління спеціальних операцій (SOE), повітряно-десантним підрозділам, підрозділам британських командос, а також спецпризначенцям країн Британської Співдружності, які брали участь у Другій світовій війні. Куртка також видавалась як стандартна уніформа для розвідувальних і снайперських взводів британських лінійних піхотних батальйонів.
Перші версії куртки-халата Denison одягались через голову поверх форми та спорядження десантників, але під їх парашутним рюкзаком і ремнями, оскільки її основне завдання полягало в тому, щоб запобігти зачепленню спорядження парашутиста з елементами парашута під час стрибка. Пізніші моделі містили блискавку на всю довжину куртки. Куртка була однаково корисною як з точки зору її камуфляжних властивостей, так і як вітрозахисний верхній одяг, у якому можна було переносити додаткову кількість боєприпасів чи іншого спорядження.
Використовувалась Збройними силами Британії до 1972 року, коли для всіх військових Збройних сил Британії були затверджені нові однострої з камуфляжем DPM, візерунок якого був розроблений на основі візерунка камуфляжу куртки Denison моделі 1958 року.

## Історія
Куртка Denison замінила першу британську десантну куртку-комбінезон кольору хакі, яка була скопійована в 1940 році з форми Knochensack («кістяний мішок») німецьких парашутистів. Ця перша куртка-комбінезон була розроблена у вигляді комбінезона з короткими штанинами до середини стегна. На відміну від свого попередника, перші версії куртки Denison надягали та знімали через голову, і мали комір на блискавці лише до рівня грудей. Представлений у 1942 році варіант куртки «Airborne Smock Denison Camouflage» мав камуфляжний візерунок, розроблений майором Денісоном, членом камуфляжного підрозділу під командуванням видатного сценографа Олівера Мессела. Альтернативна назва — «Smock Denison Airborne Troops» (Куртка Denison повітряно-десантних військ).
Куртка Denison стала популярним одягом серед офіцерів, які могли її придбати — канадський старший сержант роти Сі Сі Мартін згадував у своїх мемуарах «Battle Diary», що старші офіцери та сержанти його батальйону носили куртки «Denison» повсюдно.

### 1-ша модель

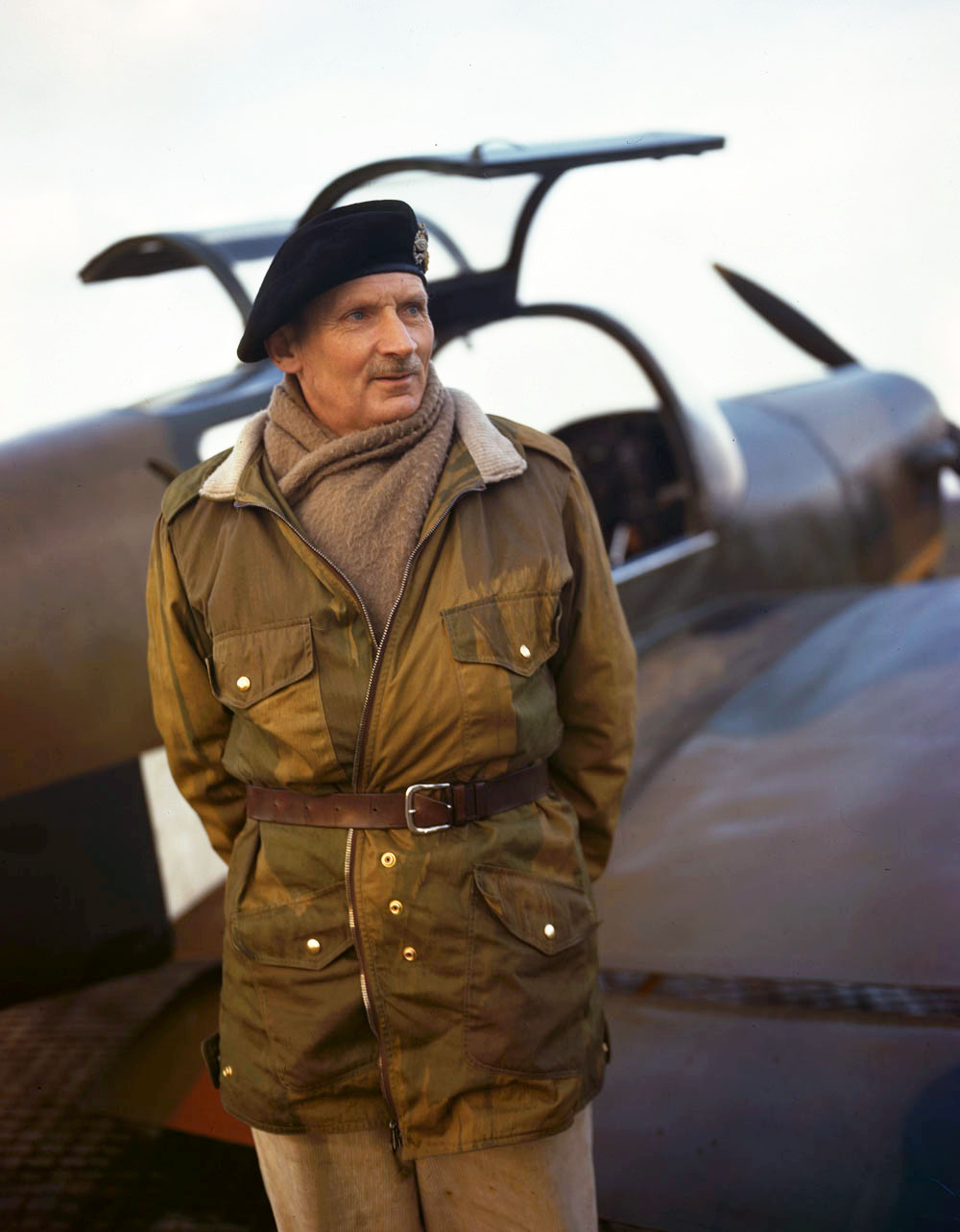
Британський фельдмаршал Бернард Монтгомері в мундирі Windak (1943-45)

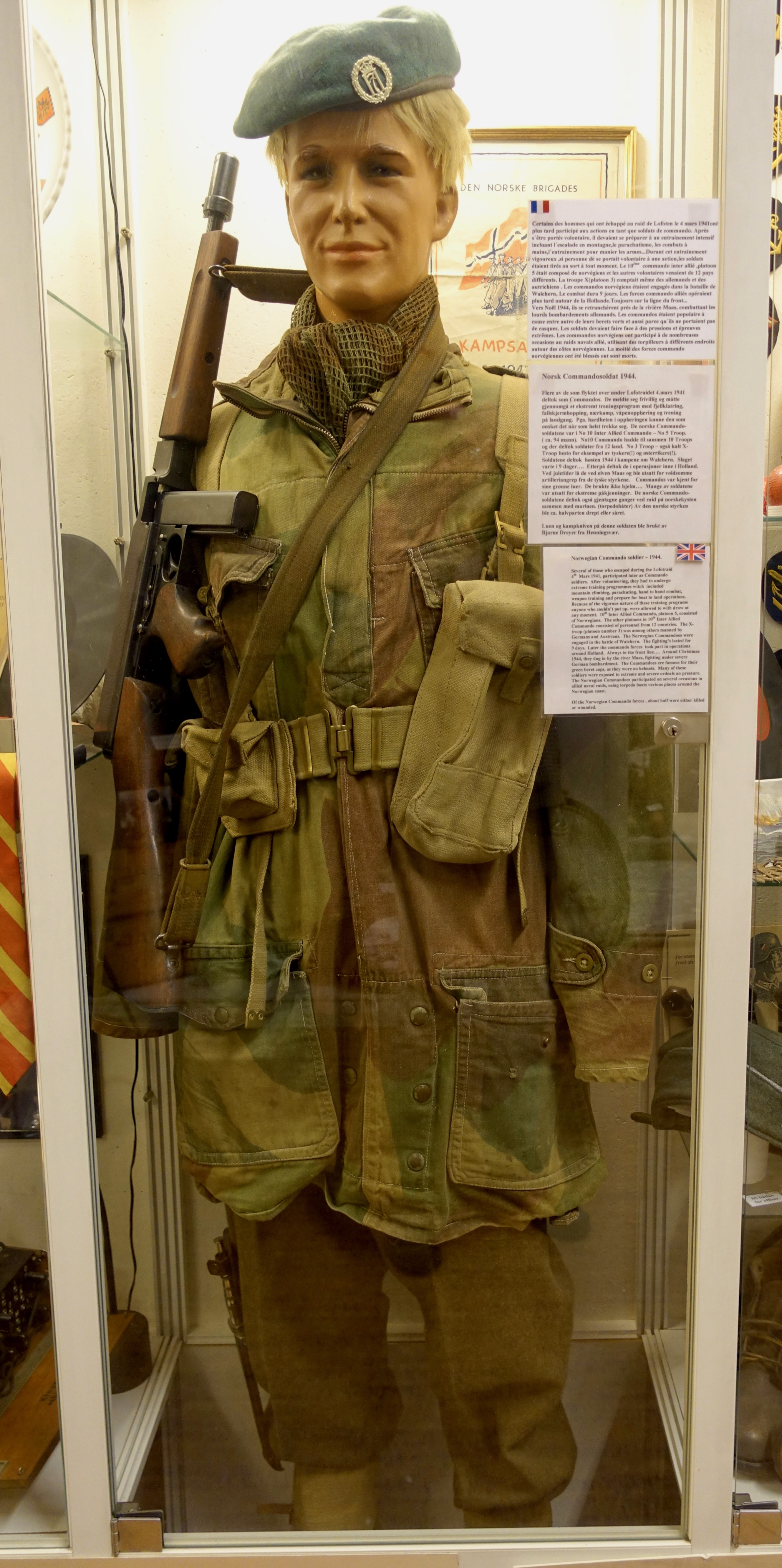
Один із візерунків куртки Denison часів Другої світової війни в норвезькому музеї

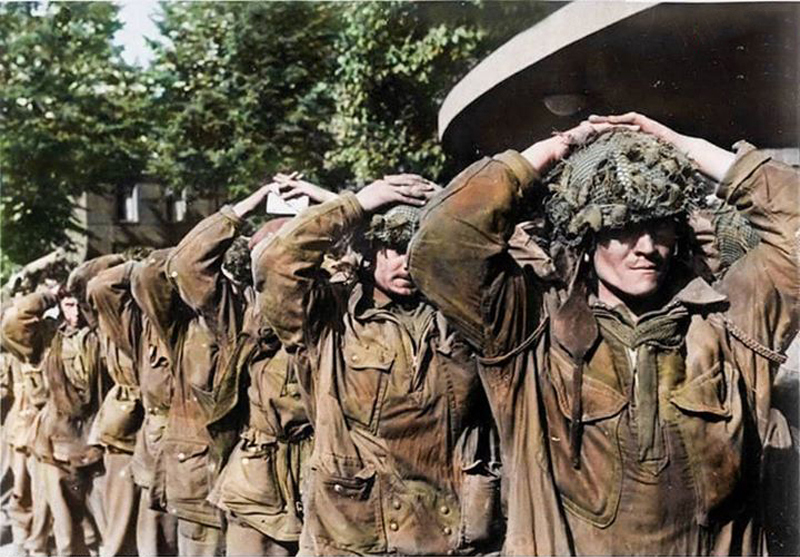
Британські десантники в куртках Denison, захоплені німцями в полон під час операції «Маркет-Гарден», 1944 рік.

Перша модель куртки-халата Denison була виготовлена із вільного важкого саржевого матеріалу з камуфляжем, що складався зі смуг-мазків світло-зеленого і темно-коричневого кольору, ніби-то намальовані вручну широким жорстким пензлем на жовтувато-пісочному кольорі. Вважалося, що кольори куртки 1-го зразка найкраще підходять для театрів війни у Північній Африці та Італії. Куртка мала сталеву застібку-блискавку до грудей, трикотажні вовняні манжети, чотири зовнішні кишені, які закріплювалися латунними кнопками (дві на грудях і дві нижче талії), дві внутрішні кишені на грудях і еполети, які закріплювалися пластиковими кнопками. Зсередини комір був обшитий м'якою фланеллю кольору хакі (або в офіцерських варіантах куртки — ангорською вовною). До куртки знизу кріпився довгий шматок тканини — «бобровий хвіст», який під час стрибка закріплювався до куртки між ногами парашутиста. Коли «хвіст» не використовувався, він звисав ззаду куртки, звідки виникло прізвисько «чоловіки з хвостами», надане британським парашутистам арабами в Північній Африці в 1942 році. Куртка-халат була спроектована як дуже вільний одяг, щоб його можна було носити поверх бойового однострою, але її можна було певною мірою відкоригувати за допомогою затягуючих петель з обох боків нижньої частини куртки.
Куртка Denison найчастіше асоціювався з повітряно-десантними підрозділами Великобританії та країн Співдружності, а також після Дня D — полком спеціальної авіації (SAS), але спочатку її використовували члени Управління спеціальних операцій (SOE), які десантувалися на парашутах на територію противника між 1941 і 1944 роками. У ранніх куртках Denison кольори камуфляж наносились не трафаретним способом, через що були нестійкими та швидко линяли. У міру збільшення складу новостворених повітряно-десантних військ, зростала потреба в куртках, що дозволило організувати масове виробництво і наносити кольори трафаретним друком.

### 2-га модель

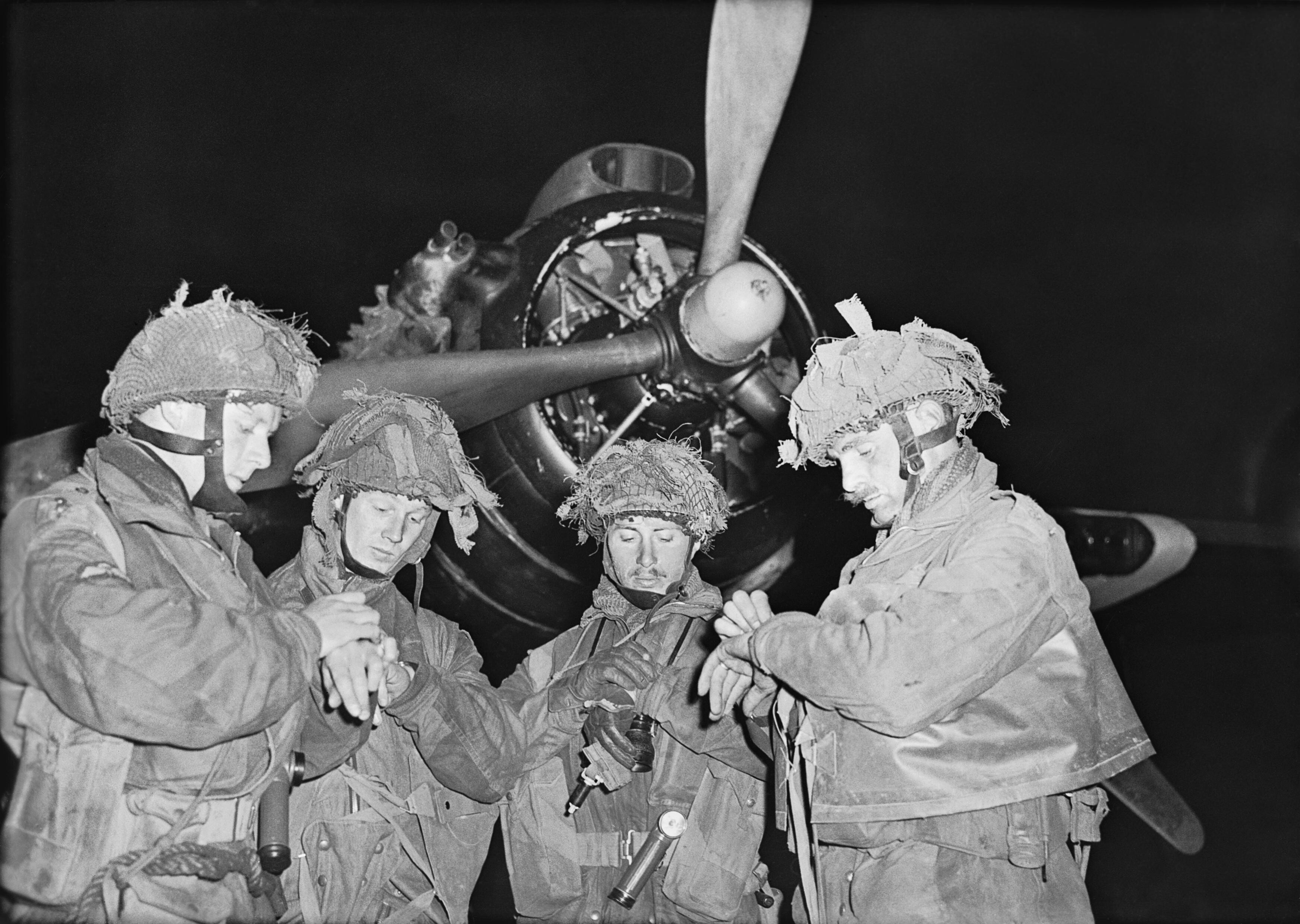
5/6 червня 1944 р. Офіцери Pathfinder синхронізують свої годинники перед Armstrong Whitworth Albemarle перед польотом у бій у Нормандії. Усі вони носять халати 2nd Pattern Denison

У 1944 році куртка першого зразка був замінена наступною моделлю, яка мала петлі та ґудзики на манжетах і латунні застібки, щоб дозволяли приховати «бобровий хвіст» на задній частині куртки, коли він був не потрібен. Інші відмінності в деталях включали зменшену довжину куртки. Для більшої вітростійкості до манжетів часто пришивали вовняні шкарпетки. Блискавка, як на першій моделі куртки, була лише до грудей, але виготовлялась не зі сталі, а з латуні. Кольори 2-го типу куртки Denison також відрізнялися і стали більш «зеленими». Фоновий колір варіювався від світло до середньо-оливкового, зі смугами червонувато-коричневого та темно-оливкового кольорів. Вважалося, що ці кольори краще підходять для північно-західноєвропейського театру.

### Варіації

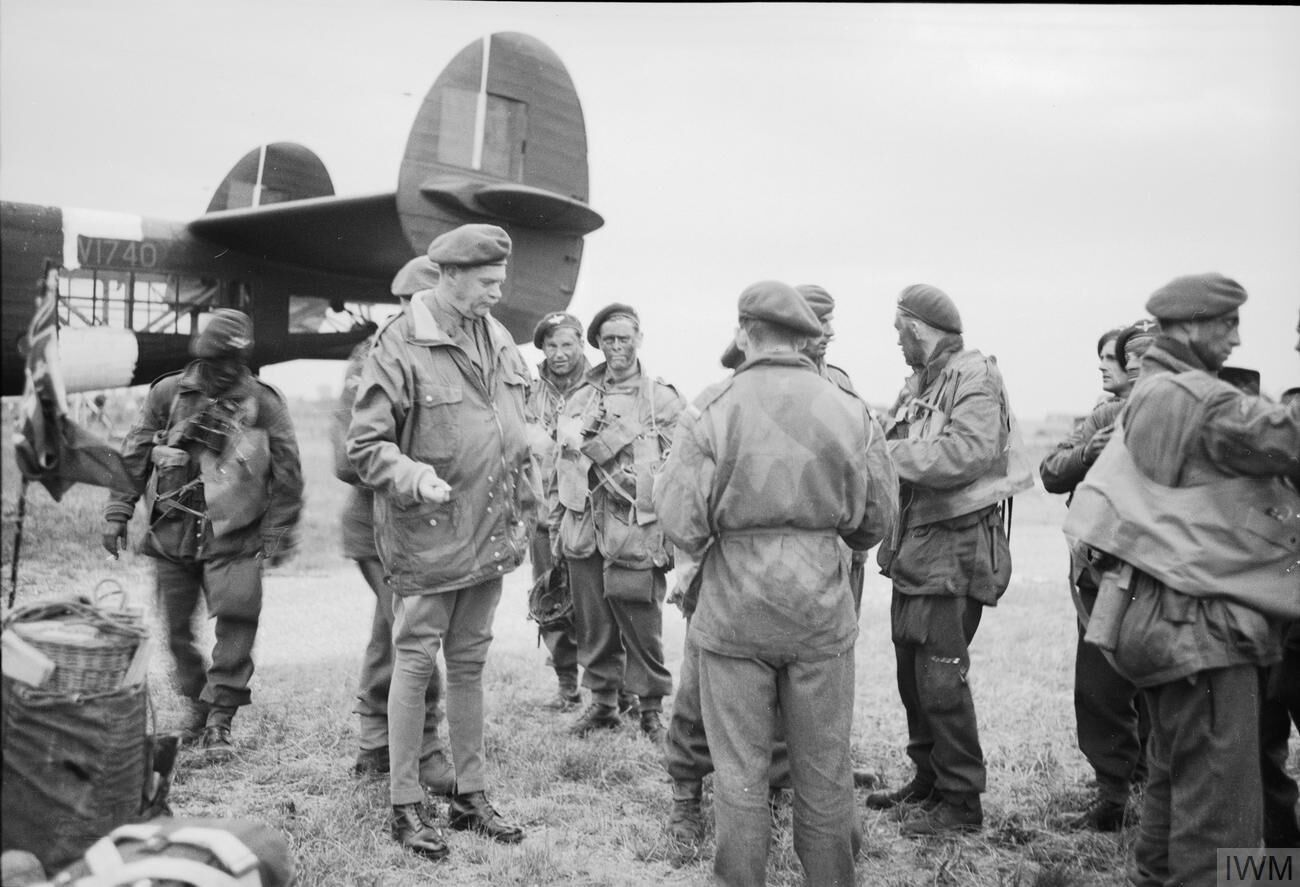
Повітряно-десантний штурм: генерал-майор Річард Гейл, 6-та повітряно-десантна дивізія GOC, розмовляє з військовослужбовцями 5-ї парашутно-десантної бригади перед тим, як вони сідають у літак Albemarle у Королівських ВПС Харвелла ввечері 4 або 5 червня.

Генерал-лейтенант Майлз Демпсі (праворуч) у кітелі Windak — 10 червня 1944 року

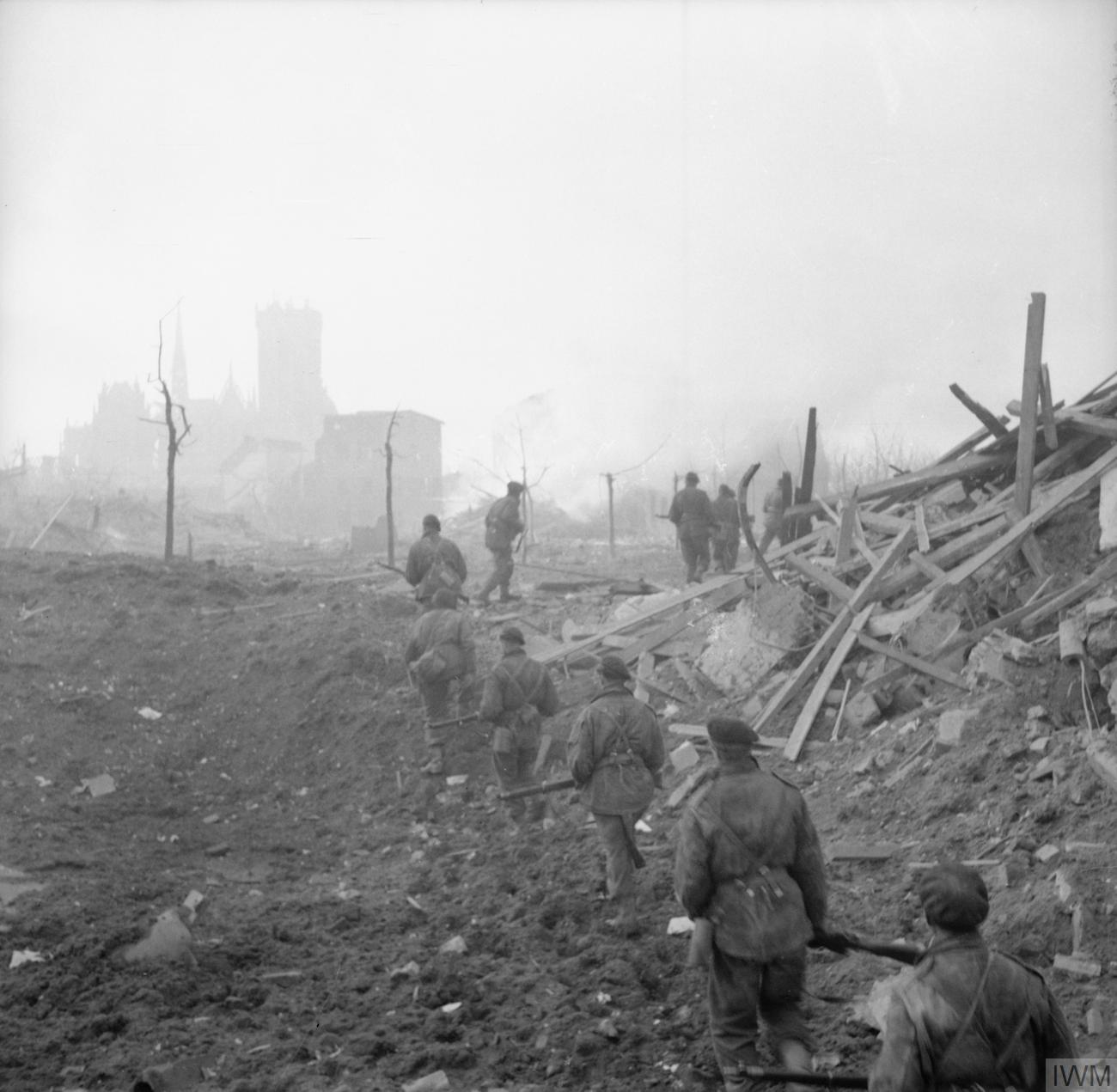
Патруль із 6 командосів (1-ша бригада командосів), одягнених у Denison, вирушив, щоб затримати снайперів у Везелі в 1945 році.

Куртка Denison обох моделей, яка видавалась офіцерам, мала вовняну підкладку під коміром. На момент десантування в день Д, куртки Denison деяких британських офіцерів містили блискавки на повну довжину куртки, встановлені приватними кравцями. Фотографії часів війни свідчать, що кравець частини також міг переробляти куртки Denison деяких рядових бійців. Відомий снайперський варіант куртки Denison, по суті, спеціальний халат зі спеціальною кишенею (приблизно 10 дюймів на 10 дюймів), доданою в ліву задню частину, у якій можна було носити їжу та воду, карти, боєприпаси та інше дрібне спорядження. Модифікації були виконані на рівні одиниці, і всі відомі приклади варіюються від одного зразка до іншого.
Королівські морські піхотинці використовували версію, у якій половину блискавки було замінено кнопками та петлями для застібки отвору..
Під час війни також дуже рідко зустрічався водозахисна версія куртки Denison з вощеного темно-зеленого матеріалу.

### Вітрозахисний варіант
Вітрозахисна модель куртки-халата Denison шилась з тканини з технологією Windproof йшла в парі з аналогічною накидкою на штани, пошитою з легшої джинсової тканини. Вітрозахисна модель була схожа за кроєм на куртку Denison, але була призначена для носіння як зовнішній вітрозахисний шар поверх стандартних одностроїв. З 1943 року видавався піхотним батальйонам. На обох виробах було нанесено трафаретний друк кольоровими пігментами в сміливому камуфляжному візерунку Splinter, подібному до візерунка «мазок», застосованого до Denison. Візерунок має базовий колір рожевого кольору з накладними мазками сливового, блідо-зеленого та темно-коричневого кольорів. Взимку 1950 року британські війська в Кореї також отримували комбінезон, вітрозахисний одяг і штани. Іноді його неправильно називають «SAS Windproof». Він не був спеціально розроблений для стрибків з парашутом і не мав промежинного клапана, замість нього був шнурок. Найхарактернішою відмінністю між «Windproofs» і курткою Denison є те, що перший має капюшон. Вітрозахисні халати та штани носили французькі десантники в Індокитаї та меншою мірою в Алжирі. Французи називали візерунок «ковбасною шкірою».
Варіації вітрозахисної моделі були основною формою спецназу до теперішнього часу, з кількома альтернативними кольорами, які ми бачили протягом багатьох років: білий (або принаймні натуральна бавовна) для використання LRDG у пустелі; оливково-зелений; чорний; і в нинішніх дуже рідкісних пізніших випусках моделі Smock, Windproof, 1963, DPM, представлений наприкінці 1960-х років. Поточний випуск Smock, Windproof — це остання варіація дизайну DPM.

### Комбінезон SOE
Маскувальний комбінезон із подібним камуфляжним візерунком разом із відповідним чохлом для шолома видавався бійцям підрозділів SOE Британії та союзників, які десантувались з парашутами в окуповану Європу. Для бойових операцій в зимових/арктичних умовах, комбінезони SOE також випускався в білому кольорі.

## Повоєнне використання
Після закінчення Другої світової війни, куртка Denison залишилась на використанні армій країн Британської Співдружності та була популярною серед військ у Кореї. Куртка залишалась стандартним бойовим одягом Королівської морської піхоти та парашутно-десантного полку до середини 1970-х років і мало змінилась у порівнянні з версією, що випускалась під час Другої світової війни. Латунна блискавка на повну довжину стала стандартною, а трикотажні манжети, що були відсутні на куртці 2-го типу, знову повернулись. Основним кольором камуфляжу став світліший відтінок хакі. Кнопки «Newey» змінилися з латунних/мідних на нікельовані версії.

### Модель 1959 року

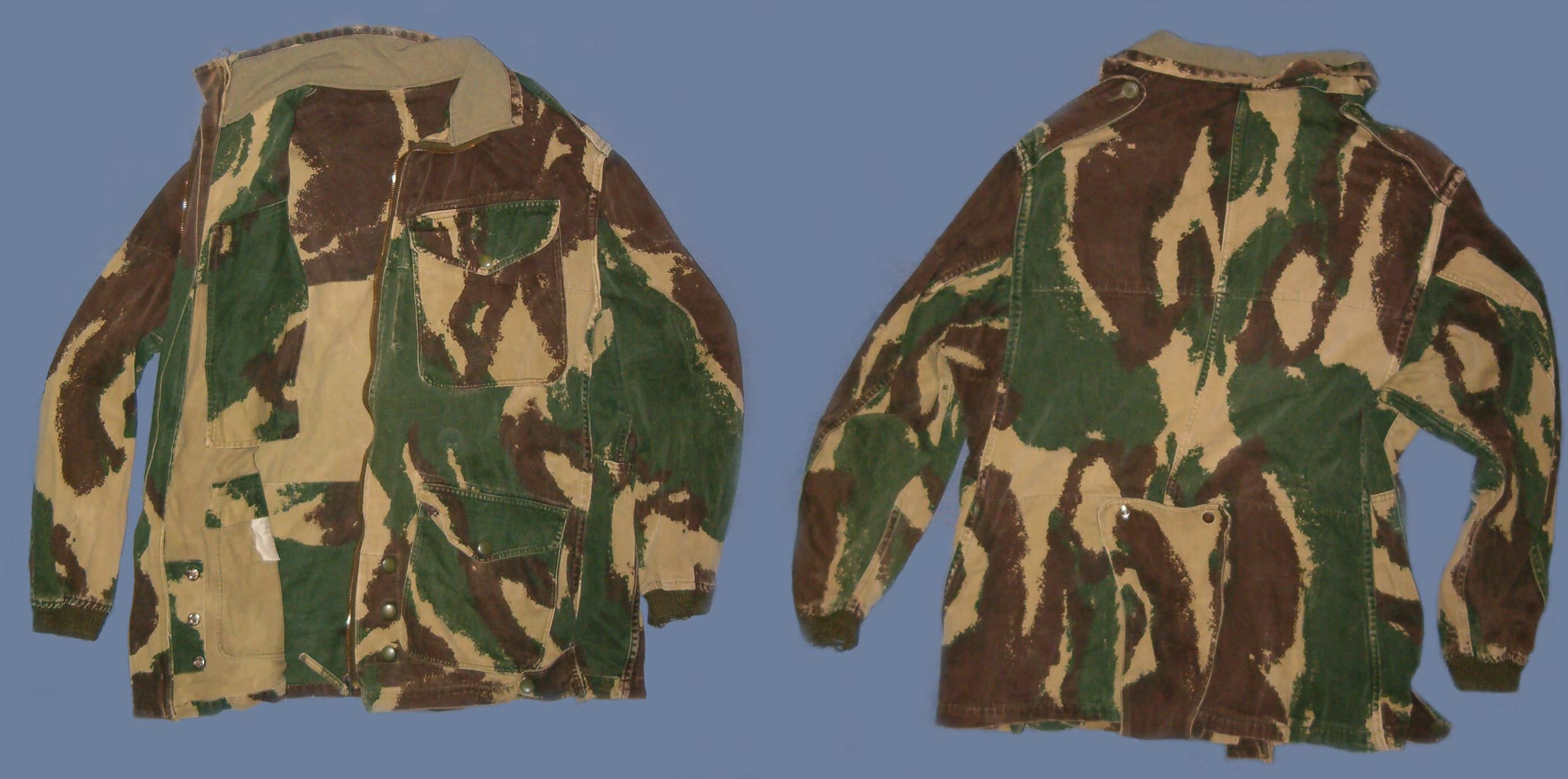
Куртки Denison, модель 1959

В 1959 році відбулась значна модифікація куртки Denison. Вона стала коротшою у довжину та набагато менш мішкуватою. Це стало можливим тому, що її використання між одностроєм та парашутним спорядженням більше не практикувалось. Модель 1959 року зберегла блискавку на всю довжину куртки та трикотажні вовняні манжети, але фланелева підкладка коміра змінила колір з хакі на світло-зелений. Однак найбільш очевидною відмінністю була кардинальна зміна візерунка камуфляжу. Візерунок став менш хаотичним, більш чітким, із широкими вертикальними мазками та більшим контрастом між основним кольором фону світлого хакі та плямами зеленого та коричневого кольорів. Зелений був набагато темнішим, ніж попередні версії, а коричневий тепер був шоколадним, а не цегляним. Там, де зелений і коричневий перекривалися між собою, вони утворювали четвертий, темніший, оливково-коричневий колір.

### Камуфляж DPM і заміна

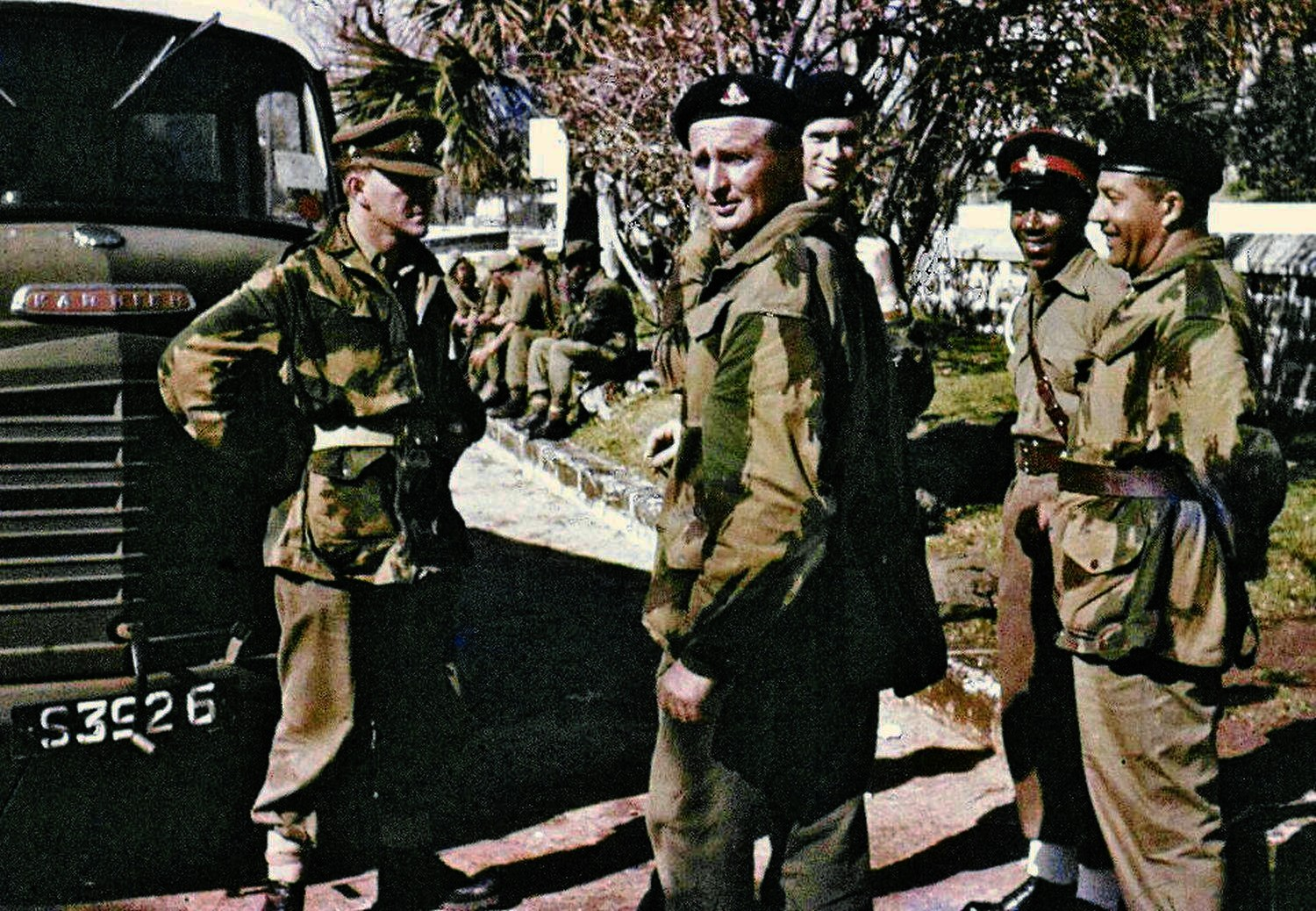
Солдати артилерії Бермудського ополчення в халатах Denison

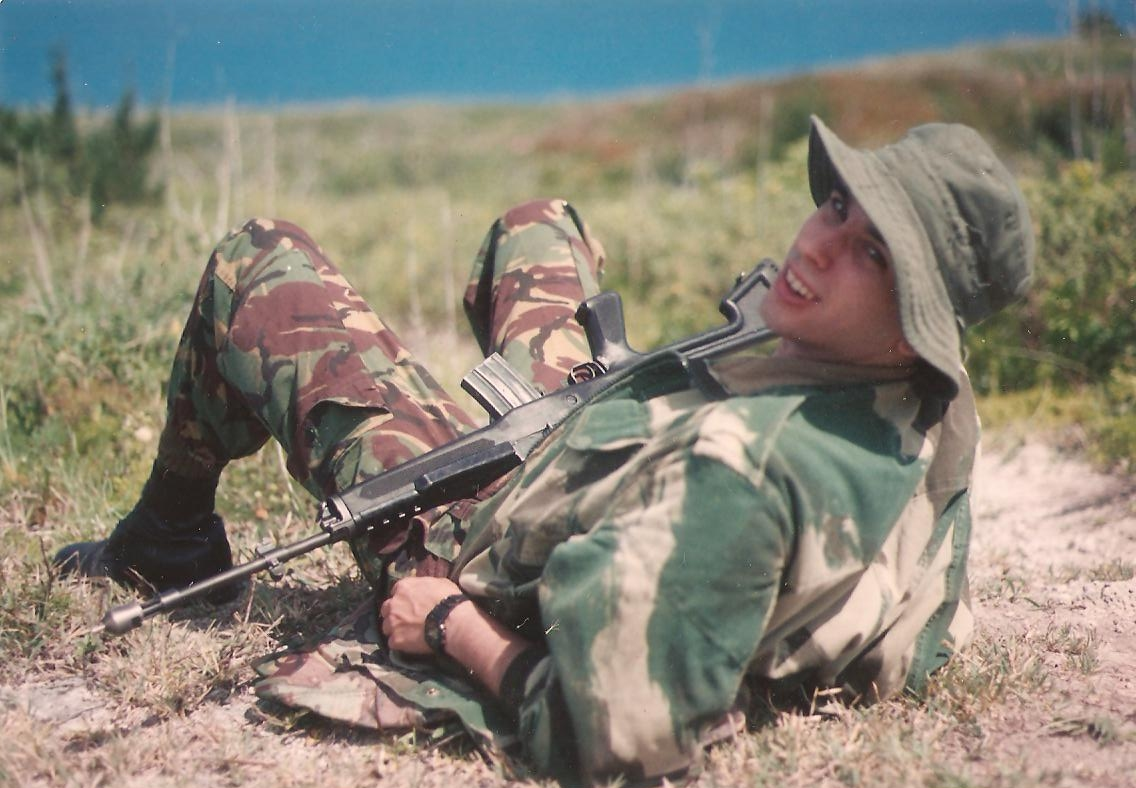
Солдат Королівського бермудського полку в куртці Denison, виконуючи роль «ворога» в 1994 році

У 1972 році Британська армія офіційно прийняла новою загальноармійською уніформою однострої з камуфляжем DPM, візерунок якого був розроблений на основі візерунка камуфляжу куртки Denison моделі 1959 року. Сама куртка Denison була перетворена на стандартну верхню куртку цього однострою й отримала назву DPM Jacket. Королівська морська піхота і парашутно-десантний полк разом з авіадиспетчерами 47-ї ескадрильї повітряних відправлень (RCT) і 395-го підрозділу повітряної відправлення (RCT) (V) продовжували носити куртку Denison (зазвичай з оливково-зеленими штанами зразка 1960 року для польового використання або «легкі» штани в казармі) до кінця 1970-х років.
«Хоча „Denison“ був символом статусу в британській армії, — писав колишній офіцер SAS Баррі Грегорі, — був вітронепроникним, але не водонепроникним і смердів після використання, як тренувальна сорочка шахтаря. Я використовував його в крайньому разі як подушку, коли спав зі спальним мішком і пончо, щоб тримати голову над рівнем землі»
У Великобританії куртки парашутистів DPM Smock почали замінювати куртки Denison починаючи з 1977 року. Нові куртки DPM була виготовлена не з важкої саржі, як Denison, а з того самого бавовняного матеріалу, що й бойова куртка зразка '68, однак зберегли крій куртки Denison, з меншими кишенями на застібках Newey, блискавкою на повну довжину без ґудзиків спереду та традиційними оливковими трикотажними вовняними манжетами. Із запровадженням нового камуфляжу британської армії MTP, за цим зразком була випущена версія «Smock, Parachutist».
Канадський повітряно-десантний полк вперше отримав оливково-зелену заміну Denison у 1950-х роках, а в 1975 році на озброєння надійшов парашутний костюм Disruptive Pattern, який залишався у використанні до розформування полку в 1995 році.

## Спадщина
Бельгійські підрозділи спеціального призначення, які служили з британцями під час Другої світової війни, включали Бельгійську спеціальну повітряну службу (SAS). Повернувшись до Бельгії після війни, підрозділ (і його наступники) продовжував носити костюм Denison Smock, причому дизайн дотримувався окремого шляху еволюції (M54 у візерунку Місяць і кулі, M56 у бельгійському візерунку мазка та M58 у лобзику візерунок).
Французькі SAS носили Denison під час боїв із Вільними французькими силами за звільнення Франції під час Другої світової війни та продовжували носити їх після війни. Куртку Denison також використовували більшістю солдатів у 8-м батальйоні парашутистів Чоко (8-му BPC) французької армії в Індокитаї, в тому числі під час перебування підрозділу в Дьєн-Б'єн-Фу; більшість халатів були в оригінальній конфігурації, але модифікації (зокрема передніх і горловинних отворів) часто вносилися місцевими кравцями або монтажниками.
Британська куртка Denison також сильно вплинула на дизайн французьких курток моделей 1947/51 та 1947/52 років.
Характерний камуфляжний візерунок «мазок», який використовується на куртці Denison, мав помітний вплив на розвиток камуфляжного одягу в усьому світі. Крім того, що Denison є попередником своєї заміни, чотириколірного камуфляжу DPM, камуфляж куртки Denison явно надихнув камуфляжні візерунки, які використовували Бельгія, Франція, Родезія, Пакистан та Індія.
Найважливішою розробкою, заснованою на візерунку камуфляжу куртки Denison, був візерунок французького камуфляжу «Lizard», в якому набагато менші й частіші зелені та коричневі мазки були нанесені на світло-сірувато-зеленому фоні. Камуфляж Lizard розвинулась у два основних стилі, з горизонтальним і вертикальним розміщенням кольорових смуг. Інші розробки змінили форму плям, використовуючи складні візерунки, схожі на траву в родезійському візерунку або на пальмове листя в індійському візерунку. Південноафриканські куртки Denison (пізніше замінені на Slangvel) були однотонного пісочного кольору.